# Лопес, Роберт
Роберт Лопес (англ. Robert Lopez) — американский автор песен и мюзиклов, известный как создатель мюзиклов «Книга Мормона» и «Авеню Кью», а также соавтор (со своей женой Кристен Андерсон-Лопес) музыки и песен в анимационных мультфильмах Диснея «Холодное сердце» (и его продолжении, «Холодное сердце 2») и «Тайна Коко».
Лопес — один из восемнадцати обладателей статуса EGOT, то есть выигравших премии «Эмми», «Грэмми», «Оскар» и «Тони». При этом он завоевал этот статус самым молодым (39 лет) и быстрее всех (за 10 лет), а с 2018 года является единственным, кто выиграл все четыре награды как минимум дважды.

## Биография
См. также «Ранние годы и образование» и «Карьера» в английском разделе.
Роберт Лопес родился 23 февраля 1975 года в Манхэттене, Нью-Йорке, в семье филиппинского происхождения. В 6 лет он начал учиться игре на фортепиано, в 7 лет написал первую песню, а к 11-12 годам играл на саксофоне и брал уроки по музыкальной композиции.
В 1997 году Лопес окончил Йельский университет со степенью бакалавра гуманитарных наук, причём за период своего обучения он уже написал три пьесы (среди них — два мюзикла). В 1999 году совместно с Джеффом Марксом начал работу над мюзиклом «Авеню Кью», который затем был поставлен на Бродвее (2003) и принес Лопесу театральную награду «Тони».
В 2011 году состоялась премьера мюзикла «Книга мормона», над которым Лопес работал совместно с Джеффом Марксом, Мэттом Стоуном и Треем Паркером. Мюзикл получил множество престижных наград, включая премии «Тони», «Драма Деск» и «Грэмми».
Наибольшую известность Лопесу принесло написание музыки и песен вместе с женой Кристен Андерсон-Лопес для проектов компании Дисней: для мультфильмов «Медвежонок Винни и его друзья» (2011), «Холодное сердце» (2013), «Тайна Коко» (2017), «Холодное сердце 2» (2019), а также для сериала кинематографической вселенной Marvel «Ванда/Вижн» (2021). Благодаря этим проектам, Лопесу удалось добавить в свою копилку наград две премии «Оскар», две премии «Грэмми», две премии «Выбор критиков» и прайм-таймовую премию «Эмми».

## Личная жизнь
В 1999 году Лопес познакомился с Кристен Андерсон-Лопес, с которой они поженились в 2003 году. У Роберта и Кристен двое дочерей — Кэти и Энни (обе озвучили персонажей в мультфильме «Холодное сердце»).

## Фильмы, телевидение и театр

### Фильмы
- 2011 — «Медвежонок Винни и его друзья»
- 2013 — «Холодное сердце»
- 2017 — «Тайна Коко»
- 2019 — «Холодное сердце 2»

### Телевидение
- 2006—2016 — «Чудо-зверята!»
- 2007—2009 — «Клиника»
- 2010 — «Эта американская жизнь»
- 2011 — «Южный Парк»: Эпизод «БРАТВей»
- 2011 — «Финес и Ферб»: Эпизод «Поездка на ковре-самолете»
- 2013 — «Финес и Ферб»: Эпизод «Муха на стене»
- 2021 — «Ванда/Вижн»
- 2024 — «Это всё Агата»

### Театр
- 2003 — «Авеню Кью (мюзикл)»
- 2007 — «В поисках Немо (мюзикл)»
- 2011 — «Книга мормона (мюзикл)»
- 2015 — «Up Here (мюзикл)»
- 2017 — «Холодное сердце (мюзикл)»

## Награды и номинации

### Оскар
| Год  | Категория             | Номинируемая работа                    | Результат |
| ---- | --------------------- | -------------------------------------- | --------- |
| 2014 | Лучшая песня к фильму | «Let It Go» (Холодное сердце)          | Победа    |
| 2018 | Лучшая песня к фильму | «Remember Me» (Тайна Коко)             | Победа    |
| 2020 | Лучшая песня к фильму | «Into the Unknown» (Холодное сердце 2) | Номинация |

### Энни
| Год  | Категория                                   | Номинируемая работа           | Результат |
| ---- | ------------------------------------------- | ----------------------------- | --------- |
| 2012 | Музыка в анимационном полнометражном фильме | Медвежонок Винни и его друзья | Номинация |
| 2014 | Музыка в анимационном полнометражном фильме | Холодное сердце               | Победа    |
| 2018 | Музыка в анимационном полнометражном фильме | Тайна Коко                    | Победа    |
| 2020 | Музыка в анимационном полнометражном фильме | Холодное сердце 2             | Номинация |

### Выбор критиков
| Год  | Категория    | Номинируемая работа                    | Результат |
| ---- | ------------ | -------------------------------------- | --------- |
| 2014 | Лучшая песня | «Let It Go» (Холодное сердце)          | Победа    |
| 2018 | Лучшая песня | «Remember Me» (Тайна Коко)             | Победа    |
| 2020 | Лучшая песня | «Into the Unknown» (Холодное сердце 2) | Номинация |

### Дневная премия «Эмми»
| Год  | Категория                                                 | Номинируемая работа | Результат |
| ---- | --------------------------------------------------------- | ------------------- | --------- |
| 2008 | Лучшая музыкальная режиссура и композиция для телесериала | Чудо-зверята!       | Победа    |
| 2010 | Лучшая музыкальная режиссура и композиция для телесериала | Чудо-зверята!       | Победа    |

### Драма Деск
| Год  | Категория                   | Номинируемая работа | Результат |
| ---- | --------------------------- | ------------------- | --------- |
| 2003 | Лучшие тексты песен         | Авеню Кью           | Номинация |
| 2003 | Лучшая музыка               | Авеню Кью           | Номинация |
| 2011 | Лучшие тексты песен         | Книга мормона       | Победа    |
| 2011 | Лучшая музыка               | Книга мормона       | Победа    |
| 2011 | Лучшее либретто для мюзикла | Книга мормона       | Номинация |

### Золотой глобус
| Год  | Категория    | Номинируемая работа                    | Результат |
| ---- | ------------ | -------------------------------------- | --------- |
| 2014 | Лучшая песня | «Let It Go» (Холодное сердце)          | Номинация |
| 2018 | Лучшая песня | «Remember Me» (Тайна Коко)             | Номинация |
| 2020 | Лучшая песня | «Into the Unknown» (Холодное сердце 2) | Номинация |

### Грэмми
| Год  | Категория                             | Номинируемая работа                    | Результат |
| ---- | ------------------------------------- | -------------------------------------- | --------- |
| 2005 | Лучший музыкальный театральный альбом | Авеню Кью                              | Номинация |
| 2012 | Лучший музыкальный театральный альбом | Книга мормона                          | Победа    |
| 2015 | Лучший саундтрек для визуальных медиа | Холодное сердце                        | Победа    |
| 2015 | Лучшая песня для визуальных медиа     | «Let It Go» (Холодное сердце)          | Победа    |
| 2019 | Лучшая песня для визуальных медиа     | «Remember Me» (Тайна Коко)             | Номинация |
| 2021 | Лучшая песня для визуальных медиа     | «Into the Unknown» (Холодное сердце 2) | Номинация |

### Прайм-таймовая премия «Эмми»
| Год  | Категория                                                  | Номинируемая работа                        | Результат |
| ---- | ---------------------------------------------------------- | ------------------------------------------ | --------- |
| 2007 | Лучшая оригинальная музыка и слова                         | Клиника                                    | Номинация |
| 2015 | Лучшая оригинальная музыка и слова                         | «Moving Pictures» (87-я церемония «Оскар») | Номинация |
| 2015 | Лучшая оригинальная музыка и слова                         | «Kiss an Old Man» (Комедианты)             | Номинация |
| 2021 | Лучшая оригинальная музыка и слова                         | «Agatha All Along» (Ванда/Вижн)            | Победа    |
| 2021 | Лучшая оригинальная главная вступительная музыкальная тема | Ванда/Вижн                                 | Номинация |

### Тони
| Год  | Категория                   | Номинируемая работа      | Результат |
| ---- | --------------------------- | ------------------------ | --------- |
| 2004 | Лучшая музыка               | Авеню Кью                | Победа    |
| 2011 | Лучшее либретто для мюзикла | Книга мормона            | Победа    |
| 2011 | Лучшая музыка               | Книга мормона            | Победа    |
| 2018 | Лучшая музыка               | Холодное сердце (мюзикл) | Номинация |